# Josef Steger (Radsportler)
Josef Steger (* 19. März 1904 in Augsburg-Oberhausen; † 19. Dezember 1964 in Singen (Hohentwiel)) war ein deutscher Radrennfahrer und nationaler Meister im Radsport.

## Sportliche Laufbahn
Steger war im Bahnradsport aktiv und startete für den RV Union Wanderer Augsburg. Er war Teilnehmer der Olympischen Sommerspiele 1928 in Amsterdam. In der Mannschaftsverfolgung wurde der deutsche Bahnvierer mit Josef Steger, Anton Joksch, Kurt Einsiedel und Hans Dormbach auf dem 5. Rang klassiert. 
1927 und 1932 gewann er die nationale Meisterschaft im Punktefahren über 25 Kilometer. 1928 war Steger Dritter in der Meisterschaft im Sprint der Amateure und 1932 Dritter in der Meisterschaft in der Mannschaftsverfolgung.